# Ave Maris Stella

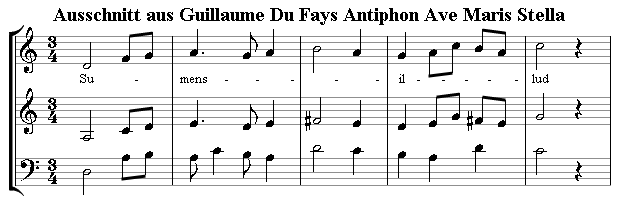
Ave Maris Stella.

O hino Ave maris stella (Ave, estrela do mar), tem uma origem difícil de precisar, como muitas orações medievais muito antigas. Foi muito popular na Idade Média e usado em muitas composições dessa época. As primeiras notícias sobre esse texto remontam ao século VIII. O autor da poesia teria sido São Venâncio Fortunato (530-609), bispo de Poitiers, a quem atribui-se também o Pange Lingua Gloriosi Proelium Certaminis (Canta, minha língua, o glorioso combate) que serviu de inspiração para o hino eucarístico Pange Lingua Gloriosi Corporis Mysterium (Canta, minha língua, o glorioso mistério da Hóstia) de São Tomás de Aquino. A poesia apresenta Nossa Senhora como Estrela do Mar, dado que este é o significado do nome hebraico Myriam, do qual o nome Maria é a variante latina.

## Uso litúrgico
Na liturgia tridentina, o Ave maris stella foi designado como Hino do Comum das Vésperas de Nossa Senhora, para ser usada, portanto, em festas como as da Purificação (2 de fevereiro), Anunciação (25 de março), Assunção (15 de agosto), Natividade (8 de setembro), Maternidade (11 de outubro) e Conceição (8 de dezembro).

## Composições musicais
Na Idade Média, o Ave maris stella foi musicado em canto gregoriano, porém passou a receber composições polifônicas a partir do século XV, por autores como Guillaume Dufay, 
Orlando di Lasso, William Byrd, Hans Leo Hassler, Franz Liszt e Edvard Grieg e outros. No Brasil há composições com esse texto por José Maurício Nunes Garcia e André da Silva Gomes.

## Texto latino
| 1. Ave maris stella, Dei Mater alma, Atque semper Virgo, Felix cæli porta.           | 1. Ave, estrela do mar, Fecunda Mãe de Deus, Que permanecestes Virgem, Ó doce porta dos Céus                            |
| 2. Sumens illud Ave Gabrielis ore, Funda nos in pace, Mutans Hevæ nomen.             | 2. Vós, que ouvistes aquele Ave Da boca de Gabriel, Estabelecei-nos na paz, Mudando o nome de Eva.                      |
| 3. Solve vincla reis, Profer lumen cæcis, Mala nostra pelle, Bona cuncta posce.      | 3. Libertai dos grilhões os pecadores, Mandai luz aos cegos, Afastai de nós todos os males E obtende-nos todos os bens. |
| 4. Monstra te esse matrem, Sumat per te preces, Qui pro nobis natus Tulit esse tuus. | 4. Mostrai que sois nossa mãe: Por Vós ouça as nossas preces Aquele que, para nos salvar, Quis ser Vosso Filho          |
| 5. Virgo singularis, Inter omnes mitis, Nos, culpis solutos, Mites fac et castos.    | 5. Ó Virgem sem igual, A mais doce de todas, Libertando-nos das nossas culpas, Fazei-nos mansos e puros.                |
| 6. Vitam præsta puram Iter para tutum, Ut, videntes Jesum, Semper collætemur.        | 6. Concedei-nos uma vida pura, Fazei seguros os nossos caminhos: Para que, na posse de Jesus, Exultemos eternamente.    |
| 7. Sit laus Deo Patri, Summo Christo decus, Spiritui Sancto, Tribus honor unus.      | 7. Seja louvado e glorificado Deus Pai, Filho e Espírito Santo; Às três Pessoas divinas Seja prestada honra igual.      |
| Amen.                                                                                | Amen. |

## Composições internacionais para oAve maris stella
- «Composições internacionais para o Ave maris stella  no CPDL»

## Composições no Brasil para oAve maris stella
- «GOMES, André da Silva. Ave maris stella (Hino das Vésperas de Nossa Senhora) - Archive.org»
- «GOMES, André da Silva. Ave maris stella (Hino das Vésperas de Nossa Senhora) - IMSLP»
- «GARCIA, José Maurício Nunes. Ave maris stella I - CPDL»
- «GARCIA, José Maurício Nunes. Ave maris stella I - CPDL»